# Frances Sherwood
Frances Sherwood (* 4. Juni 1940; † 27. April 2021) war eine US-amerikanische Schriftstellerin.

## Leben
Frances Sherwood wurde in Kalifornien geboren. Sie lehrte Englische Literatur an der Indiana University South Bend. Zwei ihrer Kurzgeschichten wurden mit einem O.-Henry-Preis ausgezeichnet: Die Kurzgeschichten History im Jahr 1989 und Basil the dog im Jahr 2000. Mit ihrer Kurzgeschichte Basil the dog war sie 1999 auch für den Nebula Award nominiert.

## Werke (Auswahl)
- Everything you've heard is true. The Johns Hopkins University Press, Baltimore 1989, ISBN 0-8018-3823-1.
- Verstand und Leidenschaft. Wolfgang Krüger-Verlag, Frankfurt am Main 1993, ISBN 3-8105-1716-X (Vindication. 1993).
- Poeten und Petticoats. Wolfgang Krüger-Verlag, Frankfurt am Main 1996, ISBN 3-8105-1717-8 (Green. 1995).
- Die Schneiderin von Prag oder das Buch des Glanzes. Europa Verlag, Hamburg und Wien 2003, ISBN 3-203-82040-4 (The book of splendor. 2003).
- Night of Sorrows. W. W. Norton & Company, New York 2007, ISBN 978-0-393-32974-2.